# Amara (actriz y cantante)
Tuwuh Adijatitesih Amaranggana (n. 8 de julio de 1975, Yakarta), conocida simplemente como Amara o a veces Mara, es una actriz, cantante y modelo indonesia.

## Biografía
Amara nació el 8 de julio de 1975 en la ciudad de Yakarta, capital de Indonesia. Siendo aún una adolescente, en 1989 empezó a debutar como modelo para exponer trajes de vestir a la moda para una revista llamada "Covergirl". Su madre, Itje Komar, es productora y trabajaba para un estudio de grabación llamado "Bintang Gemilang Jaya Sakti en Yakarta. 
En 1996 Amara con Arie Widiawan y su actual esposo, el actor, cantante y artista marcial, Frans Mohede, fundaron un grupo musical vocal llamado "Lingua". Después de tanto éxito, su grupo decide disolverse en el 2000, pues se dice que la desintegración fue a consecuencia de la decadencia financiera de la crisis asiática.   
Aunque Amara ha continuado su carrera como actriz y aceptando varias propuestas que le ofrecieron para trabajar en distintas series de televisión y telenovelas, aunque bajo la influencia de su esposo, Frans Mohede, un experto en las artes marciales, Amara se convirtió en un practicante de este deporte desde el 2002. Juntos tienen escuelas y centros de entrenamiento de Muay Thai en Yakarta y Bali, con el fin de ayudar a difundir el deporte por toda Indonesia. 

## Filmografía

### Películas
- Misi: 1511 (Mission: 1511; 2006)
- Tiger Boy (2015)
- ILY from 38.000 Ft (2016)

### Películas para televisión
- Orde Cinta (Order of Love; 2001)
- Wajah Kita (Our Face; 2005)
- Hatiku Menangis Melihat Anakku Benci Aku (My heart wept to see my son hates me; 2015)

## Discografía

### Álbumes de estudio
- Bila Kuingat (1996)
- Jangan Kau Henti (1997)
- Bintang (1998)
- Takan Habis Cintaku (1998)
- Aku (1999)
- Kau Tak Di Sini (2016)

### Sencillos
- Syukur (2005)
- Indonesia Raya (2005)
- Good Time (feat. Coboy) (2015)

## Logros
- Sunsilk
- Obat Batuk
- Laserin